# Andrija Novakovich
Andrija Novakovich (Muskego, Wisconsin, EUA, 21 de septiembre de 1996) es un futbolista estadounidense. Juega de delantero y su equipo es la S. S. C. Bari de la Serie B.

## Trayectoria

### Reading FC
Pese a haber firmado una carta de intención para jugar al fútbol en Marquette University, Novakovich terminó uniéndose al Reading del Football League Championship de Inglaterra en abril de 2014, firmando un contrato profesional con dicho club en junio de ese mismo año. Luego de pasar varios meses con el equipo sub-21, el estadounidense debutó como profesional con el primer equipo del club el 15 de marzo de 2015, ingresando como suplente en la derrota 4-1 del Reading frente al Watford FC.

### Cheltenham Town
El 26 de noviembre de 2015 Novakovich se unió al Cheltenham Town de la National League a préstamo hasta el 2 de enero de 2016.

## Clubes
| Club                               | País         | Año       |
| ---------------------------------- | ------------ | --------- |
| Reading F. C.                      | Inglaterra   | 2015-2019 |
| Cheltenham Town F. C. (a préstamo) | Inglaterra   | 2015-2016 |
| SC Telstar (a préstamo)            | Países Bajos | 2017-2018 |
| Fortuna Sittard (a préstamo)       | Países Bajos | 2018-2019 |
| Frosinone Calcio                   | Italia       | 2019-2022 |
| Venezia F. C.                      | Italia       | 2022-     |
| Calcio Lecco 1912 (a préstamo)     | Italia       | 2023-2024 |
| S. S. C. Bari (a préstamo)         | Italia       | 2024-     |

## Selección nacional

### Selecciones juveniles
Novakovich ha sido miembro de la selección sub-18 y, más recientemente, de la selección sub-20 de los Estados Unidos.

### Selección absoluta
Novakovich fue convocado por primera vez a la selección mayor de los Estados Unidos en marzo de 2018 con miras a un partido amistoso frente a Paraguay. Hizo su debut el 28 de marzo en dicho partido, ingresando en el minuto 77 por Bobby Wood.